# Fai quello che vuoi/Ma non è giusto
Fai quello che vuoi / Ma non è giusto è il terzo singolo su 7" de I Kings pubblicato nel 1967 dalla Durium. Il lato A contiene la versione in lingua italiana del brano rhythm and blues Time Is on My Side di Kai Winding, mentre il lato B contiene la versione italiana di She's Not There dei The Zombies.

## Tracce
Lato A
1. Fai quello che vuoi = Time Is on My Side (Norman Meade, Pierpaolo Adda)

Lato B
1. Ma non è giusto = She's Not There (Giuseppe Cassia, Rod Argent)